# 堪察加酋长 (电影乐队专辑)
堪察加酋长（Начальник Камчатки）是苏联摇滚乐队电影的第三张录音室专辑。专辑名字是借苏联电影《楚科奇酋长》（Начальник Чукотки，1967年）的片名玩的文字游戏。
该专辑是在唱片公司AnTrop的录音室里用一台多轨录音机录制的。制作人安德烈·特罗皮洛负责监督、策划录音工作。来自“水族馆”乐队和AnTrop录音室的其他音乐家们也参与了录制。该专辑最終于1984年推出。
摇滚乐秘密出版物《Roksi》期刊的第7期曾刊登过对该专辑的评论。